# SN 2009bn
SN 2009bn – supernowa odkryta 27 lutego 2009 roku w galaktyce A141241+1309. W momencie odkrycia miała maksymalną jasność 18,90m.